# Baix alemany

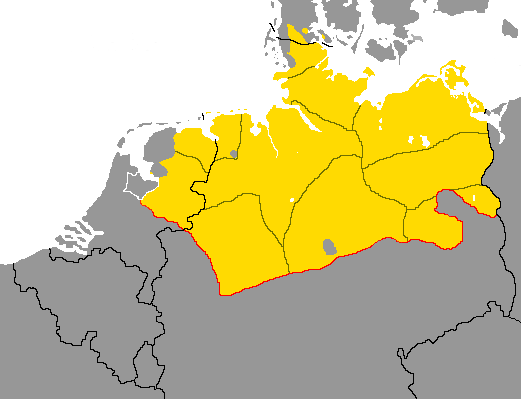
Dialectes del baix alemany

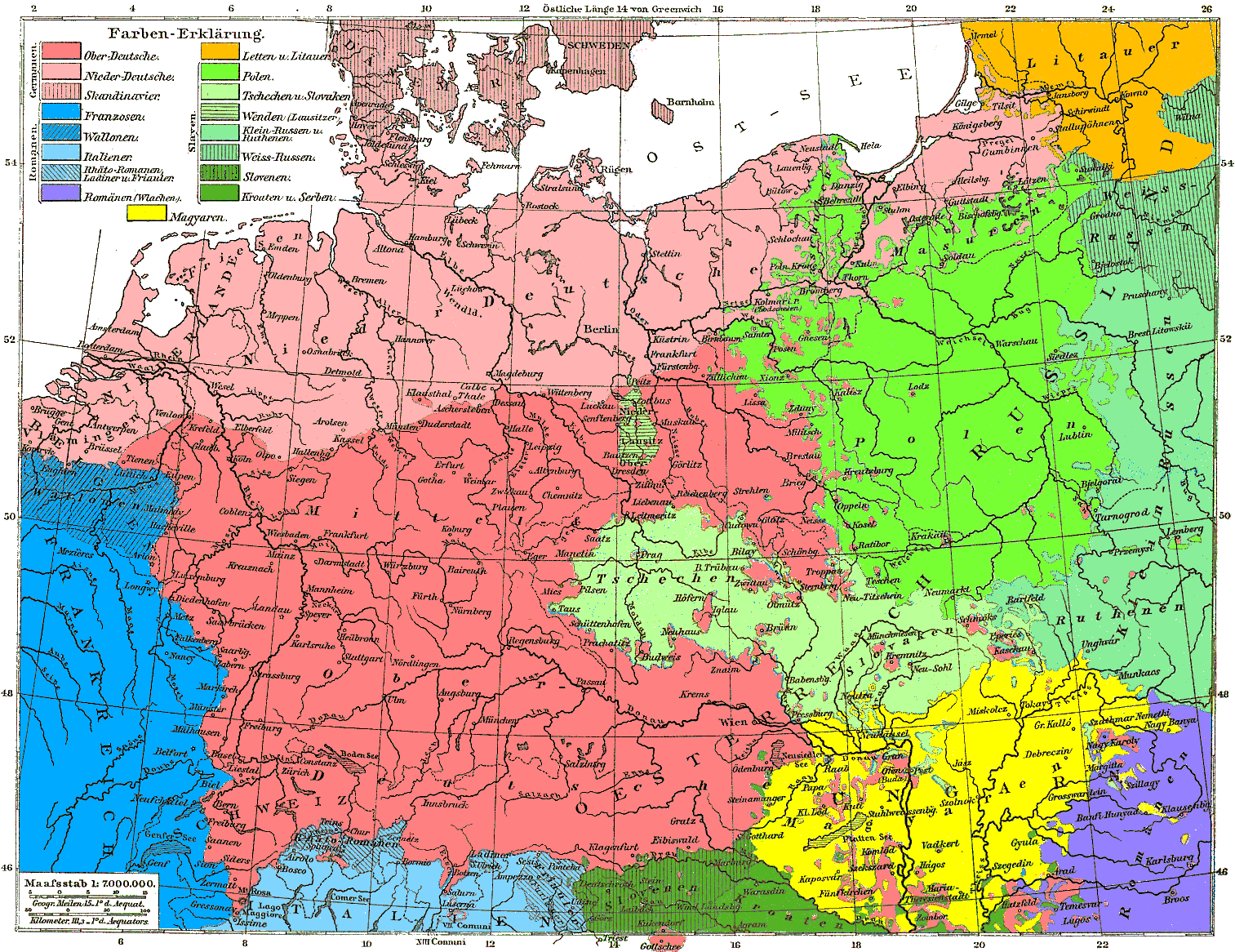
El baix alemany el 1880

Evolució dels dialectes alemanys 1900-1950

El baix alemany és la designació global d'un contínuum lingüístic de parlars germànics occidentals present a part dels Països Baixos i a tot el nord d'Alemanya. La seva característica principal, des del punt de vista fonètic, és el de no haver participat en la segona mutació consonàntica, fet que el diferencia de l'alt alemany. El baix alemany i el neerlandès no són pas el mateix; però sí que és un dialecte baix alemany el sassisch o saksisch, que es parla a tot el territori oriental dels Països Baixos fins a l'Ijsselmeer. El baix alemany només té en comú amb l'alemany el fet que tots dos es parlin a Alemanya. El baix alemany no és pas un dialecte de l'alemany, com de vegades pot llegir-se. El baix alemany tampoc no és baix saxó: el baix saxó només és un dels dialectes del baix alemany.

## Localització
És conegut per 10 milions d'alemanys i és llengua regional cooficial de 8 estats federats. És la llengua de la població saxona de la zona del nord d'Alemanya: Baixa Saxònia, Westfàlia, Hamburg, Slesvig-Holstein, Bremen, Mecklemburg-Pomerània Occidental, Saxònia-Anhalt i Brandenburg. (La població de l'estat federat de Saxònia d'avui dia no és realment d'ascendència saxona. Aquesta zona va rebre aquest nom durant el segle xvi a causa d'un matrimoni aristocràtic, cosa que provocà el disgust dels veritables saxons.)
El baix alemany també és parlat per aproximadament un milió i mig de persones a les províncies nord-orientals dels Països Baixos (Drenthe, Groningen i part de la província de Frísia). Els enclavaments no europeus més grans del baix alemany es troben a Amèrica del Nord, sobretot en els estats de l'Oest Mitjà dels Estats Units d'Amèrica. Nombrosos enclavaments del baix alemany (plautdietsch) dels mennonites poden trobar-se en moltes parts d'Amèrica del Nord i Amèrica Llatina, també a Rússia i a Àsia central. Abans del final de la Segona Guerra Mundial, el baix alemany es parlava també en algunes zones del nord de Polònia i en àrees més allunyades a l'est.

## Varietats
- baix alemany occidental
  - frisó oriental
  - baix alemany septentrional
  - westfalès, dividit en cinc grans subdialectes: munsterlandès occidental, munsterlandès, westfalès oriental, westfalès meridional i siegerlandès-wittgensteinès
  - ostfalès
- baix alemany oriental
  - brandenburgès
  - mecklenburgès-pomerani occidental
  - pomerani mitjà
  - pomerani oriental
  - baix prussià
  - plautdietsch (baix alemany dels mennonites)
- baix saxó neerlandès
  - westerkwartiers
    - kollumerpompsters
    - kollumerlands
    - middaglands
    - midden-westerkwartiers
    - zuid-westerkwartiers

  - gronings i noord-drents
    - hogelandsters
    - stadsgronings
    - westerwolds
    - veenkoloniaals
    - oldambtsters

  - stellingwerfs
  - midden-drents
  - zuid-drents
  - twents
  - twents-graafschaps
  - gelders-overijssels
    - achterhoeks
    - sallands
    - urkers

  - veluws
    - oost-veluws
    - west-veluws

Tradicionalment, hom distingeix entre els dialectes constitutius i els dialectes consecutius (també anomenats colonials) del baix alemany. Són dialectes constitutius el baix saxó, el westfalès i l'ostfalès. Aquests tres dialectes es designen unitàriament amb el terme baix-alemany occidental. Entre l'ostfalès i el westfalès hi ha, a més a més, un dialecte de transició, l'engerià o westfalès oriental (alemany: das Engerische oder das Ostwestfälische), de forta personalitat. Són dialectes consecutius o colonials del baix alemany el frisó oriental, d'una banda, i el conglomerat de dialectes del baix alemany oriental (nordalbingi, pomerà, brandenburguès, mecklenburguès-antepomerani, baix prussià, etc.). Una de les diferències més cridaneres entre el baix alemany constitutiu i el baix alemany consecutiu és el de la terminació del plural del present d'indicatiu dels verbs. Mentre que tot el baix alemany occidental presenta la terminació -et (wi maakt, ji maakt, sei maakt «fem, feu, fan»), el baix alemany oriental hi té la terminació -en (wi maken, ji maken, sei maken).

## Característiques
| protogermànic | alt alemany      | baix alemany         | neerlandès     | anglès      | alemany        | frisó        |
| ------------- | ---------------- | -------------------- | -------------- | ----------- | -------------- | ------------ |
| -k-           | ch               | maken                | maken          | make        | machen         | meitsje      |
| k-            | kch- / k-        | Keerel               | kerel          | Churl       | Kerl           | Kirl, Tsjirl |
| d             | t                | Dag                  | dag            | day         | Tag            | Dei          |
| -t-           | -ss-             | eten, äten           | eten           | eat         | essen          | ite          |
| t-            | z- (= /ts/)      | tein                 | tien           | ten         | zehn           | tsien        |
| -tt-          | -tz-, -z- (/ts/) | sitten               | zitten         | sit         | sitzen         | sitte        |
| -p-           | f, ff            | Schipp, pl. Schäp[e] | schip          | ship, skiff | Schiff         | skip         |
| p             | pf               | Peper, Päper         | peper          | pepper      | Pfeffer        | peper        |
| β             | b                | Wief, Wiewer         | wijf, wijven * | wife, wives | Weib, Weiber * | wyf, wyven   |

La fragmentació dialectal del baix alemany és enorme. A tall d'exemple, una frase com ara «parlem baix alemany» seria:
wui küert platt en enguerià o wi küert platt en westfalès, però
wi snakt platt en baix-saxó,
wi sprääkt platt de l'ostfalès o
wi praten platt en frisó oriental.

Una bona introducció al baix alemany de tipus nordalbingi es pot trobar a l'obra: Johannes Sass, Der Neue Sass - Plattdeutsches Wörterbuch. 5. Aufl. Neumünster: Wachholtz Verlag, 2009.

## Història

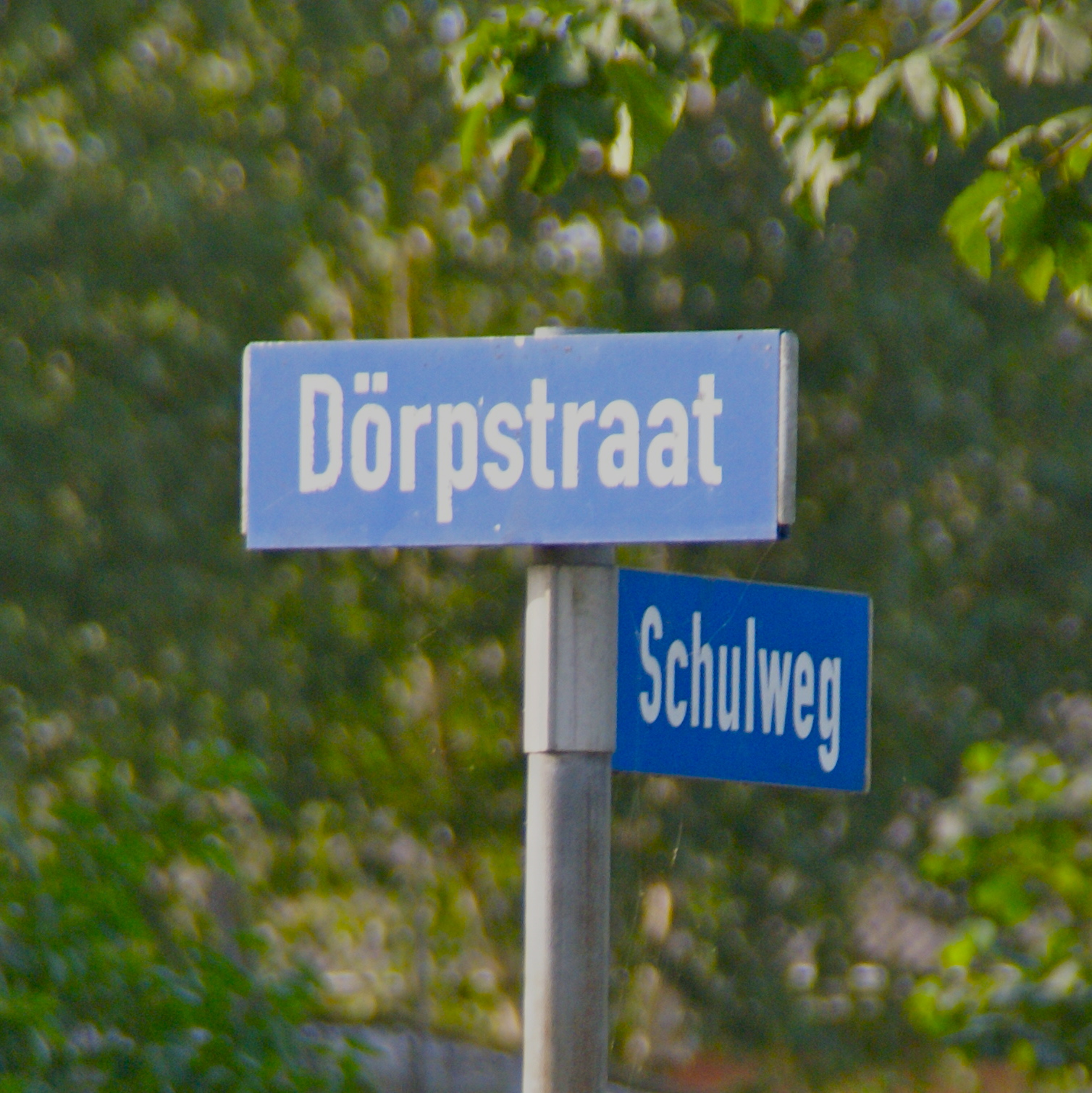
Uns pocs topònims baix-alemanys van sobreviure a la campanya d'alt-alemanyització després de l'annexió del Slesvig meridional a conseqüència del referèndum del 1920. Aquest exemple prové de Friedrichsau. En aquest rètol hi veiem per exemple els mots dörp (alt alemany: Dorf) i straat (alt alemany: Straße: Dörpstraat "Carrer de la Vila".

El baix alemany és el descendent modern del saxó antic o baix alemany antic. Després de la cristianització i de la subjugació dels saxons per Carlemany, els saxons es van enriquir gràcies al comerç marítim. L'extensió comercial de la Lliga Hanseàtica saxona al voltant del mar Bàltic i a la costa noruega, amb representacions diplomàtiques a Anglaterra, als Països Baixos, a Bèlgica i a Rússia, va provocar una expansió del baix alemany al llarg de la major part de la baixa edat mitjana com a llengua de cultura per Escandinàvia i els països bàltics.
El baix alemany mitjà s'usava com una llengua franca internacional durant aquell període, i les seves influències van transformar les llengües escandinaves. A més, durant i després d'aquell període el baix alemany mitjà va influir sobre el caixubi, l'estonià, les llengües bàltiques i les llengües escandinaves.
El baix alemany és una llengua fortament fragmentada que no ha reeixit a dotar-se d'una ortografia unificada. Des del 1994 està reconeguda i protegida per la Unió Europea. Actualment, fins i tot es pot utilitzar com a llengua administrativa a diversos dels estats federats en els quals gaudeix de major difusió. El seu codi ISO segons la norma ISO 639-2 és nds. Malgrat el seu estatus de cooficialitat i a causa del predomini de l'idioma alt alemany, el baix alemany està extingint-se i avui dia sobreviu gairebé únicament en l'entorn rural. A Westfàlia i Ostfàlia, a més a més, a partir dels anys seixanta del segle xx, la massa de la població es va negar a transmetre'l a les noves generacions que anaven naixent, de manera que, per exemple a Westfàlia actualment ja només el parla una població marginal residual situable al voltant del 8 %.
S'ha discutit molt sobre els motius de l'abandonament del baix alemany com a llengua religiosa, de cultura i administrativa a partir del segle xvi. Únicament hi ha coincidència a atribuir un paper importantíssim per a tal fet a la davallada econòmica que el descobriment d'Amèrica va provocar a tot el nord d'Europa, ja que l'eix comercial vertical existent fins aleshores que anava de nord a sud d'Europa i viceversa es traslladà ara a un nou eix comercial horitzontal que anava d'Amèrica a Europa. El darrer cop de gràcia a l'ús del baix alemany com a llengua administrativa l'hi va donar Napoleó quan la va prohibir el 1809 com a llengua del Stadtbuch (Lübecker Ober-Stadtbuch) de Lübeck, el darrer refugi administratiu que li quedava a començaments del segle xix. La renaixença literària del baix alemany que es va produir en el marc del romanticisme no va aconseguir arrelar amb força i l'arribada al poder del nacionalsocialisme va significar la prohibició de totes les activitats encaminades a dignificar, modernitzar i estandarditzar la llengua, que fou reconvertida en una romanalla folklòrica, paper que, si fa no fa, ha conservat fins al dia d'avui. Tanmateix, cal esmentar que a Hamburg, Richard Ohnsorg va crear el primer teatre en baix alemany el 1902. Això va ser el començament del moviment Niederdeutsche Bühnenbewegung o moviment pel teatre en baix alemany. A Bremen l'Institut für niederdeutsche Sprache (INS) és molt actiu en la promoció de la llengua, encara que el seu àmbit d'influència només sigui la Baixa Saxònia i per bé que la designació d'aquest prestigiós institut, en alt alemany, és molt reveladora del grau de marginalització real d'aquesta llengua: pensem en les connotacions que tindria per a nosaltres un fet com que l'Institut d'Estudis Catalans o l'Acadèmia Valenciana de la Llengua es digueren oficialment Instituto de Estudios Catalanes o Academia Valenciana de la Lengua.
Tret de casos excepcionals, la retolació toponímica continua fent-se exclusivament en alt alemany. Així, cercarem debades rètols toponímics amb Mönster o Hamborg en lloc dels alt alemanys Münster o Hamburg oficials.